# Ofenbach
Ofenbach — французский дуэт, состоящий из диджеев Дориана Ло (фр. Dorian Lo) и Сезара Лорана де Рюммеля (фр. César Laurent de Rummel). Наиболее известны своим синглом «Be mine», который занимал первые места в хит-парадах России и Польши, а также получил бриллиантовую сертификацию во Франции.

## История
Дориан и Сезар встретились во время обучения в школе. Когда им было по 13 лет, отец Дориана рассказал им, что одним из его самых больших опытов в жизни было участие в группе. Это вдохновило их на создание собственной рок-группы. Они назвали группу в честь французского композитора Жака Оффенбаха. На их творчество также повлияли такие музыкальные коллективы, как Supertramp, The Rolling Stones и Led Zeppelin.
После выпуска песен «Around the Fire» и «You Do Not Know Me», они начали сотрудничать с такими музыкантами, как Робин Шульц и Tiësto. Самая известная песня группы — «Be mine». Она была выпущена 25 ноября 2016 года лейблами звукозаписи Big Beat Paris и Warner Music France. Клип на песню имеет более 120 миллионов просмотров на видеохостинге YouTube.

## Дискография

### Синглы
| Название                                         | Год  | Высшие позиции в хит-парадах | Высшие позиции в хит-парадах | Высшие позиции в хит-парадах | Высшие позиции в хит-парадах | Высшие позиции в хит-парадах | Высшие позиции в хит-парадах | Высшие позиции в хит-парадах | Высшие позиции в хит-парадах | Высшие позиции в хит-парадах | Высшие позиции в хит-парадах | Высшие позиции в хит-парадах | Сертификации                                                            | Альбом             |
| Название                                         | Год  | FRA                          | AUT                          | BEL                          | CZ                           | GER                          | ITA                          | MX                           | POL                          | RU                           | SPA                          | SWI                          | Сертификации                                                            | Альбом             |
| ------------------------------------------------ | ---- | ---------------------------- | ---------------------------- | ---------------------------- | ---------------------------- | ---------------------------- | ---------------------------- | ---------------------------- | ---------------------------- | ---------------------------- | ---------------------------- | ---------------------------- | ----------------------------------------------------------------------- | ------------------ |
| «What I Want» (совместно с Karlk)                | 2015 | —                            | —                            | —                            | —                            | —                            | —                            | —                            | —                            | —                            | —                            | —                            |                                                                         | Не входит в альбом |
| «You Don’t Know Me» (при участии Brodie Barclay) | 2015 | —                            | —                            | —                            | —                            | —                            | —                            | —                            | —                            | —                            | —                            | —                            |                                                                         | Не входит в альбом |
| «Be Mine»                                        | 2016 | 5                            | 4                            | 15                           | 1                            | 11                           | 7                            | 1                            | 3                            | 1                            | 30                           | 6                            | - SNEP: бриллиантовый - BVMI: золото - FIMI: 2-я платина - IFPI: золото | Не входит в альбом |
| «Katchi» (vs Nick Waterhouse)                    | 2017 | 1                            | 5                            | 12                           | 1                            | 9                            | 19                           | 1                            | 5                            | —                            | —                            | 6                            |                                                                         | Не входит в альбом |
| «Party» (feat. Wax and Herbal T)                 | 2018 | 61                           | —                            | —                            | 39                           | —                            | —                            | —                            | 12                           | —                            | —                            | —                            |                                                                         | Не входит в альбом |
| «Paradise» (feat. Benjamin Ingrosso)             | 2018 | —                            | —                            | 18                           | —                            | —                            | —                            | —                            | 9                            | —                            | —                            | —                            |                                                                         | Не входит в альбом |

### Ремиксы
2014
- Miriam Makeba — Pata Pata (Ofenbach Remix)
- Andreas Moe — Under The Sun (Ofenbach Remix)
- James Bay — Hold Back The River (Ofenbach Remix)

2015
- Lily & Madeleine — Come To Me (Ofenbach Remix)
- Bobby McFerrin — Don’t Worry, Be Happy (Henri Pfr & Ofenbach Remix)
- Stylo G feat. Gyptian — My Number 1 (Ofenbach Remix)
- Katy Perry — Dark Horse (Ofenbach Remix feat. Allison)

2016
- Shem Thomas — We Just Need A Little (Ofenbach Remix)

2017
- Portugal. The Man — Feel It Still (Ofenbach Remix)
- Robin Schulz feat. James Blunt — OK (Ofenbach Remix)
- James Blunt — Love Me Better (Ofenbach Remix)
- Rudimental feat. James Arthur — Sun Comes Up (Ofenbach Remix)

2018
- Bebe Rexha — I’m a Mess (Ofenbach Remix)
- Clean Bandit featuring Demi Lovato — Solo (Ofenbach Remix)